# Llavor espacial
"Llavor espacial" (títol original en anglès "Space Seed") és el vint-i-dosè episodi de la primera temporada de la sèrie de televisió de ciència-ficció estatunidenca Star Trek. Va ser emès per primera vegada per NBC el 16 de febrer de 1967. Va ser escrit per Gene L. Coon i Carey Wilber i dirigit per Marc Daniels.
En aquest episodi, la tripulació de l' Enterprise es troba amb una nau dormitori amb superpersones modificades genèticament del passat de la Terra. El seu líder, Khan Noonien Singh (Ricardo Montalbán), intenta prendre el control de l’Enterprise. L'episodi també és protagonitzada per Madlyn Rhue com a tinent Marla McGivers, que es relaciona sentimentalment amb Khan.
La pel·lícula de 1982 Star Trek 2: La còlera del Khan serveix com a seqüela d'aquest episodi. Els elements argumentals de l'episodi i La còlera de Khan també es van utilitzar a la pel·lícula del 2013 Star Trek Into Darkness, i hi apareixen referències als episodis de Star Trek: Enterprise i Star Trek: Strange New Worlds.

## Argument
El USS Enterprise troba la SS Botany Bay a la deriva a l'espai. Un grup de desembarcament format pel capità Kirk, el doctor Leonard McCoy, l'enginyer en cap Montgomery Scott i la tinent historiadora Marla McGivers es transporten cap a l'abandonament. El grup de desembarcament troba una càrrega de desenes d'humans encara vius en animació suspesa després de gairebé 200 anys. McGivers identifica el líder del grup, que comença a reviure i és portat de nou a Enterprise per a un examen mèdic.
Kirk fa agafar la Botany Bay amb un raig tractor, i l’Enterprise posa rumb cap a la Base Estel·lar 12. A l'infermeria, el líder del grup es desperta i es presenta com "Khan". McGivers es meravella amb Khan, una relíquia viva del segle xx, el seu camp d'interès. El primer oficial Spock descobreix que el seu convidat és en realitat Khan Noonien Singh, que, juntament amb la seva gent, són productes de la selecció artificial del segle XX dissenyats per crear humans perfectes. En canvi, els superhumans genètics es van convertir en tirans i van conquerir més d'un terç del planeta durant les guerres eugenètiques dels anys noranta.
Khan es posa sota guàrdia a les habitacions. McGivers és enviat per informar-lo sobre els esdeveniments actuals. Aprofitant l'atracció de McGivers cap a ell, Khan li diu que vol tornar a governar la humanitat i necessita la seva ajuda per fer-se càrrec de l'empresa. A contracor, ella accepta, i Khan reviu la resta de la seva gent i pren el control de l' Enterprise. Khan llença Kirk a una cambra de descompressió i amenaça amb sufocar-lo lentament tret que la tripulació de comandament de l' Enterprise accepti seguir-lo. Amb un canvi d'opinió, McGivers allibera Kirk de la cambra. Kirk i Spock expulsen gas anestèsic per tota la nau per desactivar Khan i la seva gent. Khan s'escapa del gas i se'n va a enginyeria, on intenta destruir l’Enterprise, però Kirk s'enfronta a ell. Kirk deixa inconscient a Khan en la baralla resultant.
Celebrant una audiència per decidir el destí de Khan i la seva gent, Kirk ofereix a Khan l'exili a Ceti Alpha V, un món dur que creu que seria un lloc perfecte perquè Khan "es domestiqui", en lloc d'enviar-los a una colònia penal. Khan accepta, citant el Paradís perdut de Milton. En lloc d'una cort marcial per a McGivers, Kirk li permet anar amb Khan. Spock assenyala que seria interessant veure què fa Khan de Ceti Alpha V d'aquí a 100 anys.

## Repartiment i doblatge al català
La sèrie va ser doblada al català pels estudis Tecni-3 (primera part) i Diálogo (segona part) i emesa a TV3 l’any 1989. Els dobladors de l'episodi foren:
| Personatge                | Actor/actriu      | Veu en català                      |
| ------------------------- | ----------------- | ---------------------------------- |
| James T. Kirk             | William Shatner   | Jordi Boixaderas                   |
| Spock                     | Leonard Nimoy     | Isidre Sola i Llop                 |
| Montgomery Scott 'Scotty' | James Doohan      | Joan Carles Gustems Domènec Farell |
| Nyota Uhura               | Nichelle Nichols  | Glòria Roig Azucena Díaz           |
| Khan Noonien Singh        | Ricardo Montalbán | Pep Torrents                       |
| Marla McGivers            | Madlyn Rhue       | Sílvia Vilarrasa                   |
| Spinelli                  | Blaisdell Makee   | Francesc Figuerola                 |

## Producció

### Guió
Wilber va concebre la trama general d'una sèrie diferent, Captain Video and His Video Rangers, que presentava humans de l'Antiga Grècia que es van conservar en suspensió criogènica i van reviure. El guió va canviar nombroses vegades durant la preproducció, ja que el productor Bob Justman va considerar que seria massa car de filmar. Finalment, Gene L. Coon i el creador de la sèrie Gene Roddenberry també van fer alteracions. Aquestes revisions inclouen l'abandonament dels criminals al final de l'episodi i el canvi del dolent principal d'un personatge nòrdic a un sikh. Roddenberry va intentar reclamar el crèdit principal d'escriptura de "Llavor espacial", una sol·licitud rebutjada pel Sindicat de Guionistes dels Estats Units.

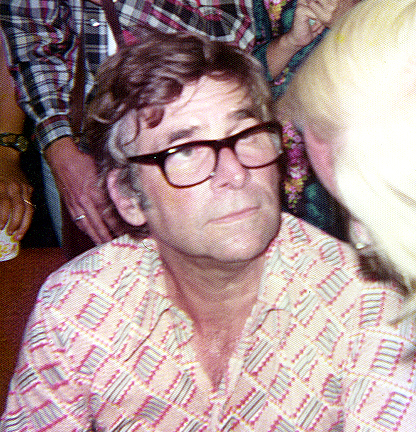
El Sindicat de Guionistes dels Estats Units va negar el permís a Gene Roddenberry per obtenir un crèdit d'escriptura al guió de "Llavor espacial".

Carey Wilber va ser contractat per escriure un guió per a un episodi de Star Trek. La seva idea es va basar en un episodi que va escriure per a la sèrie de televisió Captain Video and His Video Rangers (1949–1955). El seu treball en aquell espectacle va incloure humans de l'Era grega antiga transportats en animació suspesa a través de l'espai, i la gent del futur va descobrir que tenien poders mitològics. Per a "Llavor espacial", Wilber va substituir aquests poders mitològics per habilitats millorades a causa de l'enginyeria genètica. Wilber havia treballat breument amb Gene Roddenberry a la sèrie de televisió Harbormaster. La seva ciència-ficció s'estén més enllà de Star Trek: també va escriure guions per a Lost in Space i The Time Tunnel al mateix temps.
A la primera proposta de Wilber per a la història que es va convertir en "Llavor especial", datada el 29 d'agost de 1966 (poc abans de l'emissió del primer episodi de Star Trek) el dolent era Harold Erickson , un criminal normal exiliat a l'espai. Va intentar alliberar la seva colla del Botany Bay, apoderar-se de l' Enterprise i convertir-se en un pirata. Parts de la història es van inspirar en l'ús de colònies penals al segle XVIII, i les caracteritzacions es basaven en descripcions de la bíblia de l'escriptor de la sèrie. Com a resultat, diversos elements de l'esborrany difereixen de com es comportaven els personatges de la sèrie; per exemple, l'esborrany inclou una escena on Spock derrota Kirk als escacs fent trampes. El productor Gene L. Coon va dir a Wilber que el seu treball era el millor esquema que havia vist durant el seu temps a Star Trek. El company de producció Bob Justman es va mostrar menys entusiasta; el va comparar negativament amb Flash Gordon i Buck Rogers, i va pensar que el concepte seria massa car per filmar. També hi havia la preocupació que un guió no sol·licitat enviat per l'autor de ciència-ficció Philip José Farmer s'assemblava a la trama proposada que, tal com Roddenberry havia mantingut correspondència amb Farmer, podria donar lloc a un litigi.
Els executius de la NBC van revisar la trama de "Llavor espacial" i la van aprovar, però Justman va tornar a avaluar l'esquema, dient que s'havia de revisar fortament. Al setembre, Wilber va rebre una llista de canvis suggerits, inclosa demanar-li que retirés qualsevol menció de l'ambientació, ja que els productors no volien dir fins a quin punt es va establir Star Trek en el futur, i que eliminés l'escena d'escacs. Wilber va presentar un segon esborrany, però Roddenberry encara tenia problemes amb els elements bàsics del guió. No creia que els criminals comuns serien abandonats a l'espai com a solució i no li agradava molt la noció de pirates espacials. El segon esborrany va introduir la idea que Kirk va abandonar Erickson i la seva tripulació en un nou planeta; això es va mantenir a la versió final. No se li va demanar a Wilber un tercer esborrany; Coon va rebre l'encàrrec de reescriure’l; el va enviar el 7 de desembre i el va actualitzar dues vegades durant els cinc dies següents. Wilber va acceptar les reescriptures de Coon i va deixar el personal després de la presentació del seu segon esborrany, ja que les seves obligacions contractuals estaven acabades.
Coon va proposar que Erickson hauria de ser un rival de Kirk, un superhome genètic que abans havia governat part de la Terra. Roddenberry i Justman encara estaven descontents amb el guió, i Roddenberry el va revisar una vegada més una setmana abans que el rodatge comencés, després que Montalbán hagués estat seleccionat.En aquest esborrany, el personatge nòrdic ros d'Erickson es va acostar més a la versió es veu a la pantalla. En el guió de Roddenberry i Coon, el personatge va ser rebatejat com a Sibahl Khan Noonien. El nom Govin Bahadur Singh va ser suggerit per la companyia DeForest Research, que va comprovar els guions per possibles errors en nom de la productora; el nom Singh es va suggerir en part perquè s'acostava més als noms sikh reals. Coon i Roddenberry van escollir Khan Noonien Singh; Roddenberry tenia un vell amic xinès anomenat Noonien Wang amb qui havia perdut el contacte, i esperava que Wang veuria l'episodi i es posaria en contacte amb ell. En l'esborrany final, Roddenberry fou enumerat com l'escriptor principal, Coon com a coautor i Wilber no hi estava, però el Sindicat de Guionistes dels Estats Units va rebutjar la sol·licitud de Roddenberry de ser acreditat; Coon va rebre el crèdit principal; Wilber va rebre crèdits de coguionista i "story-by". Wilber no mirava sovint el seu propi treball, i gairebé trenta anys més tard mai havia vist "Llavor espacial". Més tard, Coon va ser acreditat com a Lee Cronin per la seva part en la producció del guió.

### Càsting
L'actor mexicà Ricardo Montalbán va interpretar el superhome genètic Khan Noonian Singh, havent estat la primera opció per al paper. El director de càsting Joseph D'Agosta l'havia suggerit. no buscava repartir un actor d'una ètnia particular a causa de la visió de Roddenberry per a la sèrie; Roddenberry volia mostrar els seus valors percebuts del segle XXIII no requerint cap ètnia específica a l'hora de contractar actors per a papers convidats. Montalbán havia aparegut anteriorment en una pel·lícula per a televisió creada per Roddenberry, The Secret Weapon of 117 (també anomenada The Secret Defense of 117), que va ser el primer intent de l'escriptor de crear ciència-ficció a la televisió i es va emetre més de deu anys abans de Star Trek. Montalbán va qualificar el seu paper de Khan de "meravellós", dient que "estava ben escrit, tenia un concepte interessant i em va encantar que se' m’oferís a mi". El repartiment principal estava entusiasmat per treballar amb Montalbán; DeForest Kelley va dir més tard: "M'ha agradat molt treballar amb Ricardo. Vaig tenir un privilegi. És un actor meravellós."
Madlyn Rhue, que va interpretar la tinent Marla McGivers, havia treballat anteriorment amb Montalbán en un episodi de Bonanza el 1960 com la seva dona a la pantalla; més tard va aparèixer amb ell en un episodi de 1982 de Fantasy Island. Montalbán i Rhue també van aparèixer en episodis separats de l'anterior sèrie de televisió de Roddenberry per la NBC, The Lieutenant (1963–1964). El membre principal del repartiment George Takei no va aparèixer a "Llavor espacial"; el personatge de Hikaru Sulu va ser substituït per Blaisdell Makee com a tinent Spinelli. Va ser la primera de les dues aparicions a Star Trek per a Makee, que va tornar a l'episodi "El fill fals" com el tinent Singh. John Winston va aparèixer per segona vegada com el tinent Kyle, i va fer nou aparicions episòdiques més en aquest paper. Després dels comentaris positius dels productors i de la xarxa sobre James Doohan, "Space Seed" va ser el primer episodi que va tenir un paper més destacat per al seu personatge, l'enginyer en cap Montgomery Scott.

### Rodatge, vestuari i postproducció
El rodatge de "Llavor espacial" va començar el 15 de desembre de 1966 i va concloure el 22 de desembre després de sis dies de rodatge. Les reescriptures de Roddenberry, Coon i Wilber van donar lloc a un guió de rodatge de gairebé 60 pàgines i 120 escenes. Marc Daniels va ser contractat per dirigir l'episodi; abans havia treballat a The Lieutenant. El rodatge del primer dia va coincidir amb l'emissió de l'episodi "L'equilibri del terror", i Daniels va permetre que el repartiment i la tripulació se n'anés a casa aviat per veure'l. Els altres cinc dies es van programar, fins al punt que hi va haver un final anticipat l'últim dia de rodatge, donant temps al repartiment i a la tripulació per tornar a casa per veure una repetició de l'episodi "De què són fetes les nenes petites?" que havia substituït "L'arena" a l'horari d'aquell vespre. Una escena filmada però posteriorment retallada de l'episodi mostrava una discussió entre McGivers i Angela Martine (Barbara Baldavin), amb la intenció de mostrar que McGivers buscava un home forçut. Es van retallar més escenes després del rodatge després de l'aportació de NBC. Per exemple, es van tallar escenes rodades al Botany Bay perquè els executius consideraven que els vestits que portaven la tripulació acabada de despertar eren massa reveladors.
El personatge de Khan requeria cinc vestits, més que qualsevol altra estrella convidada de tota la sèrie. Això significava que el personal que treballava en disfresses tingués menys temps per dedicar a qualsevol disfressa. El físic atlètic de Montalbán era tal que quan els van passar les mides, el personal va pensar que hi havia hagut un error. El dissenyador de vestuari William Ware Theiss va trobar un repte produir els vestits en el temps assignat, perquè els materials semblessins adequadament futuristes i s'ajustessin a les seves pròpies preferències de disseny. Dos dels vestits de Khan reutilitzaven vestits anteriors, mentre que tres es van crear específicament per a Montalbán. La producció va crear dos nous conjunts per a l'episodi: la cambra de descompressió a la infermeria, i el conjunt a bord del Botany Bay. Un marc de la porta d'aquest conjunt es va reutilitzar més tard com a unitat superior al laboratori d'investigació de McCoy, que va aparèixer més tard a la sèrie.<ref. nom=asherman58/>
La postproducció de "Llavor espacial" va començar el 23 de desembre de 1966 i es va desenvolupar fins al 5 de febrer de l'any següent. The Westheimer Company va produir la majoria dels efectes de l'episodi, però les escenes de l' Enterprise i el Botany Bay a l'espai van ser produïdes per Film Effects of Hollywood, que no van ser acreditats a la pantalla pel seu treball. Botany Bay va utilitzar un disseny de Matt Jefferies creat abans de l'USS Enterprise. Anteriorment s'havia etiquetat com a "carguer espacial antic", i va ser construït per Film Effects of Hollywood. La creació de la miniatura del vaixell va provocar que l'episodi superés el pressupost més d'un 12.000 dòlars; "Space Seed" va costar un total de 197.262 dòlars contra un pressupost de 180.000 dòlars. En aquest moment, la sèrie va superar el pressupost de gairebé 80.000 dòlars en total. El model Botany Bay es va tornar a utilitzar més tard com a vaixell de càrrega per a l'episodi "L'ordinador ultramodern".
L'equip d'efectes de so va agafar en préstec efectes i els va manipular per aconseguir l'efecte de "so pintat" que buscava Roddenberry. Tot i que es van utilitzar diverses fonts, van intentar evitar la majoria de sèries de televisió de ciència-ficció ja que volien un so autèntic. Es va utilitzar l'arxiu sonor de la Força Aèria dels Estats Units, tot i que el so del torpede de fotons es va crear a partir de la pel·lícula de 1953 La guerra dels mons. "Llavor espacial" va rebre el premi Golden Reel per l'edició de so a la televisió per la societat Motion Picture Sound Editors.

## Recepció

### Emissió
"Space Seed" es va emetre per primera vegada als Estats Units el 16 de febrer de 1967 a NBC. Un informe de Trendex de 12 ciutats durant la nit compilat per Nielsen ratings va mostrar que durant la primera mitja hora, va ocupar el segon lloc en les classificacions darrere de Embruixada a ABC amb 13,12 milions d'espectadors en comparació amb els 14,44 milions de Embruxada. L'episodi va superar My Three Sons a CBS. Durant la segona mitja hora es va situar en el tercer lloc de les classificacions per l'inici de la pel·lícula Thursday Night a CBS, la pel·lícula western Un tipus dur protagonitzada per Marlon Brando, que va rebre el 35,5 per cent de la quota d'audiència en comparació amb el 28 per cent de "Llavor espacial".
Una remasterització en alta definició de "Llavor espacial", que va introduir nous efectes especials i exteriors de naus estel·lars, així com música i àudio millorats, es va mostrar per primera vegada el 18 de novembre de 2006 en redifusió. Va ser l'onzè episodi remasteritzat que es mostrava. Això significava que l'episodi estava disponible per a més de 200 emissores locals dels Estats Units amb els drets per emetre Star Trek, i depenent de l'emissora es va emetre el 18 o el 19 de novembre.

### Recepció crítica

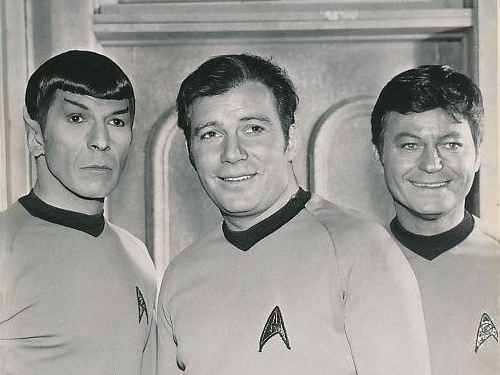
Michelle Erica Green va dir que Khan era la rèplica perfecta per Spock, Kirk, i McCoy (a la foto d'esquerra a dreta).

El 1967, The Indiana Gazette va descriure "Llavor espacial" com "una bona peça de ciència-ficció". El Kokomo Tribune el va qualificar d'"imaginatiu", i també va dir que l'episodi era "particularment interessant" pel "seu comentari sobre el coneixement científic de finals dels anys noranta".
Els crítics posteriors van veure els episodis diverses dècades després de l'emissió. Zack Handlen de The A.V. Club va donar a l'episodi una qualificació "A", destacant els seus personatges forts i la interacció entre Kirk i Spock que emfatitza la seva amistat. Michelle Erica Green va qualificar l'episodi de "llegendari" a la seva ressenya per a TrekNation. Va pensar que Khan va fer la "rèplica perfecta" per al trio de Kirk, Spock i McCoy i va dir que l'episodi no es va atenuar per episodis i pel·lícules posteriors basades en "Llavor espacial". A la ressenya de Mark Pickavance a Den of Geek, va dir que continuava sent una "elecció òbvia d'un gran material original" per continuar en una pel·lícula.
La ressenya d'Eugene Myers i Torrie Atkinson a Tor.com critica l'atracció entre McGivers i Khan, dient que era "realment incòmode veure la seva atracció immediata per ell i la seva fàcil acceptació del seu comportament abusiu i controlador". Ambdós van elogiar l'episodi, Myers li va donar un cinc sobre sis, i Atkinson un sis sobre sis. Tor.com també va situar "Llavor espacial" al número tres dels elements més subestimats de Star Trek, dient que, "Com a història introductòria al que tractava Star Trek de la vella escola, 'Space Seed' és perfecte. Presenta un original concepte de ciència-ficció, lluita amb les nocions de tecnologia humana i l'enginy creant un monstre, i presenta el capità Kirk clavant una pallissa a algú amb un tros d'escuma de poliestirè. Què més pots desitjar?"
L'episodi apareix a les llistes de nombroses publicacions dels episodis principals de la Sèrie original, com ara Newsweek, Forbes, Collider, TV Guide, Vulture i Entertainment Weekly; IGN va classificar "Llavor especial" com el quart millor, elogiant la baralla a punys entre Kirk i Khan. Va aparèixer als deu episodis principals enumerats per Cinefantastique i també es va incloure en una llista de deu capítols "que cal veure" de Star Trek a The A.V. Club. Handlen va dir que "ofereix una actuació fantàstica de l'estrella convidada Montalbán, dóna a la franquícia un dels seus més grans vilans i prepara l'escenari per a un dels les millors pel·lícules d'aventures de ciència-ficció mai fetes".

## Mitjans domèstics i altres adaptacions
La primera adaptació de "Space Seed" va ser com una reelaboració d'una història curta de l'autor James Blish com a part de la novel·lació Star Trek 2. Aquest llibre contenia set contes, cadascun basat en un episodi de La sèrie original i es va publicar el 1968. L'adaptació de "Llavor espacial" va aparèixer com a història final del llibre.
"Llavor espacial" va ser el primer episodi de Star Trek que es va posar a la venda pública, venut com a casset VHS d'un sol episodi el juny de 1982 per Paramount Home Video. Va ser un dels episodis de La Sèrie Original publicat a Capacitance Electronic Disc, juntament amb "El fill fals", publicat l'1 de novembre de 1982. Un LaserDisc de l'episodi, al costat de "El retorn dels Arcans" va ser llançat el 1985. Es van fer més llançaments de tots els episodis de la sèrie en VHS i Betamax. Aquests llançaments van tornar a ser d’una cinta d'un sol episodi com en la versió original de 1982.
L'episodi es va publicar en DVD combinat amb "El conflicte final" com a part del llançament general de la sèrie l'any 2000. No s'han afegit cap extres addicionals a tota aquesta sèrie de llançaments, excepte el DVD que conté "Intrús a bord". "Llavor espacial" es va publicar més tard dins d'una caixa de DVD de la primera temporada el 2004; les tres temporades de la Sèrie Original es van publicar com a caixa de temporada completa ambientats aquell any. L'episodi es va incloure en el llançament remasteritzat de la primera temporada en DVD i Blu-ray el 2009. Aquest llançament va incloure remodelacions CGI de l’Enterprise i altres escenes espacials, inclosa la Botany Bay. El llançament més recent forma part de la col·lecció Star Trek: Origins en Blu-ray , que es va publicar el 2013.

## Llegat

### Khan

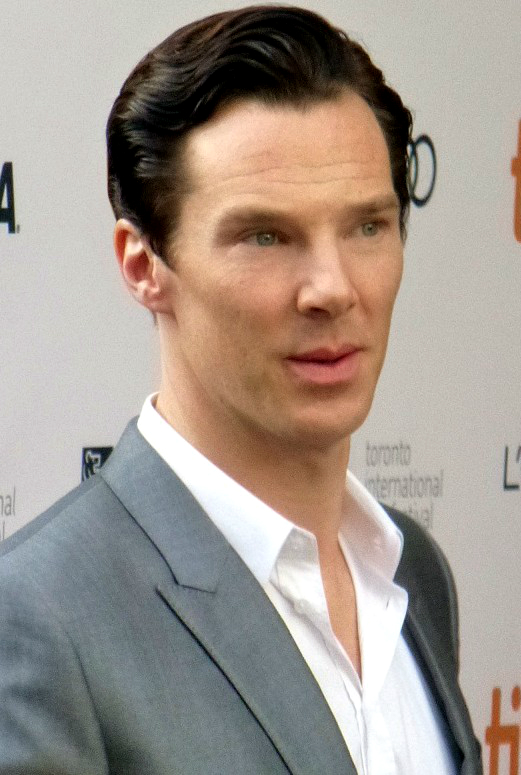
Benedict Cumberbatch interpreta Khan a Star Trek Into Darkness (2013).

Els esdeveniments de "Llavor espacial" són seguits a la pel·lícula de 1982 Star Trek 2: La còlera del Khan. Harve Bennett va ser contractat produir una seqüela de Star Trek: La pel·lícula sense haver vist mai la sèrie de televisió; va veure tots els episodi en preparació i es va enganxar a Khan de "Llavor espacial" com el vilà convincent que considerava que faltava a la primera pel·lícula.
En repetir el paper de Khan, a Montalbán li preocupava que els fans el veiessin només com el Sr. Roarke de Fantasy Island, però va sentir que va aconseguir recuperar el personatge després de tornar a veure "Llavor espacial". La pel·lícula va establir un rècord per al cap de setmana d'obertura bruta de 14,3 milions de dòlars, i va recaptar 78,9 milions de dòlars a nivell nacional als Estats Units, que la converteix en la sisena pel·lícula més venuda de l'any.
Khan reconeix a Pavel Chekov encara que el personatge no es va unir a Star Trek fins a la segona temporada, després que aquest episodi tingués lloc. Aquest darrer error es va descriure al llibre de Deborah Cartmell i Imelda Whelehan, Adaptations: From Text to Screen, Screen to Text com a "errada notòria a tot el fandom de Star Trek". La novel·lització de La còlera de Khan deia que Chekov estava treballant al torn de nit en aquell moment. "Gat amagat" amb Chekov té una data estel·lar anterior a "Llavor espacial", confirmant que es va unir a Enterprise abans de l'arribada de Khan.
Els esdeveniments tant de "Llavor espacial" com de "La còlera de Khan" també es van fer referència directament a Star Trek Into Darkness del 2013, en què Benedict Cumberbatch va interpretar Khan. La pel·lícula va guanyar 70,1 milions de dòlars el cap de setmana d'estrena, i 467,3 milions de dòlars internacionals durant el llançament cinematogràfic.
La sèrie de televisió Star Trek: Enterprise fa diverses referències més als esdeveniments descrits per primera vegada a "Llavor espacial". A "Twilight", els supervivents de l'atac de Xindi a la Terra finalment es reassenten a Ceti Alpha V. Es deia que el desenvolupament de Khan i els seus seguidors va ser a través de la creació selectiva a "Llavor espacial". El sociòleg estatunidenc William Sims Bainbridge va dir que aquest mètode hauria estat incapaç de crear superhomes genètics en tan curt espai de temps i que avui s'utilitzaria el mètode menys plausible d'enginyeria genètica (canviant directament el codi d'ADN). De fet, les referències posteriors a la creació de Khan i els altres superhomes, com en l'episodi de Star Trek: Deep Space Nine "Doctor Bashir, I Presume" substitueixen l’enginyeria genètica.
Més tard es va publicar una novel·la no canònica de Greg Cox el 2005 per omplir el període entre "Llavor espacial" i la pel·lícula, titulada To Reign in Hell: The Exile of Khan Noonien Singh. Aquest llibre va ampliar el romanç de Khan amb McGivers, i l'autor va voler "donar-li una columna vertebral", ja que sentia que ella no era "l'orgull de la Flota Estelar, i encara menys una model feminista" en la seva aparició a "Llavor espacial".
Com a part de la seva línia de còmics amb llicència Star Trek, IDW Publishing va llançar una minisèrie no canònica de cinc parts titulada Star Trek: Khan que descrivia les parts inicials de la vida de Khan i com els esdeveniments de Star Trek Into Darkness van divergir dels que es van veure a "Llavor espacial".Un dels guionistes de la pel·lícula, Roberto Orci, va ser el consultor d'històries de la sèrie de còmics. Aquesta sèrie també explicava com Khan va canviar físicament per tal de ser representat per Cumberbatch a la pel·lícula. Juan Ortiz va crear un pòster de pel·lícula d'estil retro per a "Llavor espacial" el 2013, llançat gairebé igual que "Star Trek Into Darkness.

### Guerres eugenèsiques
Les guerres eugenèsiques, esmentades per primera vegada a "Llavor espacial", s'especifiquen a la Cronologia de Star Trek de Michael i Denise Okuda com a lloc entre 1992 i 1996. Ho van considerar afortunat que aquests esdeveniments no es van produir al món real, i van assenyalar que el desenvolupament de Botany Bay el 1996 com un exemple de les prediccions tecnològiques de Star Trek perdut per un marge important". A la guerra mateixa s'ha fet referència a altres llocs de la franquícia Star Trek. La primera menció de les guerres després de "Llavor especial" va ser a l'episodi de Star Trek (sèrie animada) "The Infinite Vulcan", en què una versió clonada del Dr. Stavos Keniclius, un científic d'aquella època, clona Spock. Més tard, durant la producció de "Doctor Bashir, I Presume?", l'escriptor René Echevarria, buscant un passat secret per al doctor Julian Bashir, va assenyalar que la cobertura del tema de l'eugenèsia en Star Trek s'havia limitat a Khan i els seus seguidors. El seu company escriptor Ronald D. Moore va decidir vincular els antecedents de Bashir amb l'enginyeria genètica. "Trobada a Farpoint" i Star Trek: First Contact van confondre les coses en dir que la Tercera Guerra Mundial (també coneguda com les guerres eugenèsiques) s'havia produït a la dècada de 2050. Quan Echevarria va escriure que les guerres eugèniques van tenir lloc 200 anys abans de l'episodi de Deep Space Nine "Doctor Bashir, I Presume?", va prendre l'interval de temps directament de La còlera de Khan, sense tenir en compte el segle addicional entre els esdeveniments de la sèrie original (i les seves pel·lícules associades).
El novel·lista Gary Cox va esmentar per primera vegada els esdeveniments de les guerres eugenètiques a la seva novel·la no canònica Assignment: Eternity, que va seguir els esdeveniments de l'episodi "Missió: la Terra" incloïa els personatges de Gary Seven i Roberta Lincoln. En ell, esmentava que Seven i Lincoln estaven implicats en l'enderrocament de Khan durant les guerres eugenètiques. No tenia la intenció d'explorar-lo més, però el seu editor de Pocket Books li va demanar que ho fes. Va escriure una història, dividida en dos llibres, sobre els esdeveniments específics de les guerres eugenètiques, titulada Star Trek: The Eugenics Wars: The Rise and Fall of Khan Noonien Singh. Com que les guerres eugenètiques ja havien de tenir lloc, les va descriure com una història secreta que no es va descobrir fins que van passar generacions. També va pensar que aquest enfocament faria que els llibres fossin coherents amb l'episodi "La fi del futur" de Star Trek: Voyager en què els membres de la tripulació viatgen en el temps fins al mateix període de la història de la Terra que les Guerres Eugenètiques, però no s'han trobat que aquestes guerres s'haguessin produït. Una versió més de les guerres eugenètiques es va presentar a la minisèrie de còmics Star Trek: Khan.
Als episodis de la temporada quatre episodis de  Star Trek: Enterprise "Borderland", "Cold Station 12" i "The Augments" va mostrar un grup més de superpersones genètiques produïdes a partir d'embrions produïts a la mateixa època que Khan i la seva tripulació.Aquest va ser un enllaç deliberat dels productors d' Enterprise amb "Llavor espacial" i La còlera Khan, i va ser una de les diverses trames durant la quarta temporada de la sèrioe per incloure elements de Star Trek: la Sèrie Original amb l'esperança que això augmentaria les qualificacions.

## Anotacions
1. ↑  Aquest presentava dues versions del pilot original de Star Trek, "La gàbia".[49]